# Xochitl Gomez
Xochitl Gomez (/ʃoːtʃitɬ/ ur. 29 kwietnia 2006 w Los Angeles) – amerykańska aktorka, która grała m.in. w filmie Doktor Strange w multiwersum obłędu (2022).

## Życiorys

### Rodzina
Urodziła się w Los Angeles w Kalifornii. Jej rodzice są pochodzenia meksykańskiego. Jej imię, Xóchitl, oznacza „kwiat” w nahuatl, rdzennym języku Meksyku.

### Kariera
Karierę aktorską rozpoczął w wieku pięciu lat, grając w lokalnych musicalach. Przed pojawieniem się w The Baby-Sitters Club zagrała w serialach telewizyjnych Gentefied, Raven na chacie i You’re the Worst. W 2020 roku zdobyła nagrodę „Young Artist Award for Supporting Teen Artist” za pracę w filmie Shadow Wolves (2019). W tym samym roku ogłoszono, że Gomez zagra Amerikę Chavez w Doktor Strange w multiwersum obłędu. W marcu 2021 Netflix zmienił obsadę roli Dawn Schafer w drugim sezonie The Baby-Sitters Club, z powodu konfliktów w harmonogramie z Gomez, która kręciła Doctor Strange w Multiverse of Madness. Jesienią 2023 wystąpi w 32. edycji programu Dancing with the Stars.

## Życie prywatne
Uczestniczyła w marszu na rzecz ruchu Black Lives Matter i w Marszu Kobiet w 2017 roku.

## Filmografia

### Film
| Rok  | Tytuł                               | Rola           | Uwagi                                           |
| ---- | ----------------------------------- | -------------- | ----------------------------------------------- |
| 2019 | Shadow Wolves                       | Chucky         |                                                 |
| 2021 | Boob Sweat                          | Francis        | Film krótkometrażowy; jako Xochitl Gomez-Deines |
| 2022 | Doktor Strange w multiwersum obłędu | America Chavez |                                                 |

### Telewizja
| Rok  | Tytuł                 | Rola                | Uwagi                                                      |
| ---- | --------------------- | ------------------- | ---------------------------------------------------------- |
| 2018 | Raven na chacie       | Dziennikarz szkolny | Odcinki: „Zwycięzcy i przegrani”, „Raven na chacie: Remix” |
| 2019 | You’re the Worst      | Dziecko Zaćmienia   | Odcinek: „The Pillars of Creation”                         |
| 2020 | Gentefied             | młoda Ana           | Odcinek: „Brown Love”                                      |
| 2020 | The Baby-Sitters Club | Dawn Schafer        | Główna rola (sezon 1), 7 odcinków                          |

## Nagrody i nominacje
| Rok  | Tytuł              | Kategoria              | Film          | Rezultat | Przypis |
| ---- | ------------------ | ---------------------- | ------------- | -------- | ------- |
| 2020 | Young Artist Award | Supporting Teen Artist | Shadow Wolves | Wygrana  | [ 3 ]   |